# International-Great Northern Railroad
L'International-Great Northern Railroad (I&GN), (sigle de l'AAR: IGN), était un  chemin de fer américain de classe I en exploitation dans le Texas.

## Les deux compagnies d'origine
Le Houston and Great Northern fut créé le 22 octobre 1866. Le réseau faisait 405 km, et reliait Houston à Palestine, Houston à East Columbia avec un embranchement de Phelps à Huntsville, et Troup à Mineola. Ce kilométrage incluait l'ancien Tap and Brazoria Railroad, et le Huntsville Branch Railway qui furent fusionnés le 8 mai 1873. 
L'International fut créé le 5 août 1870. Le réseau mesurait 285 km et reliait Hearne à Longview. 

## La création de l'I&GN

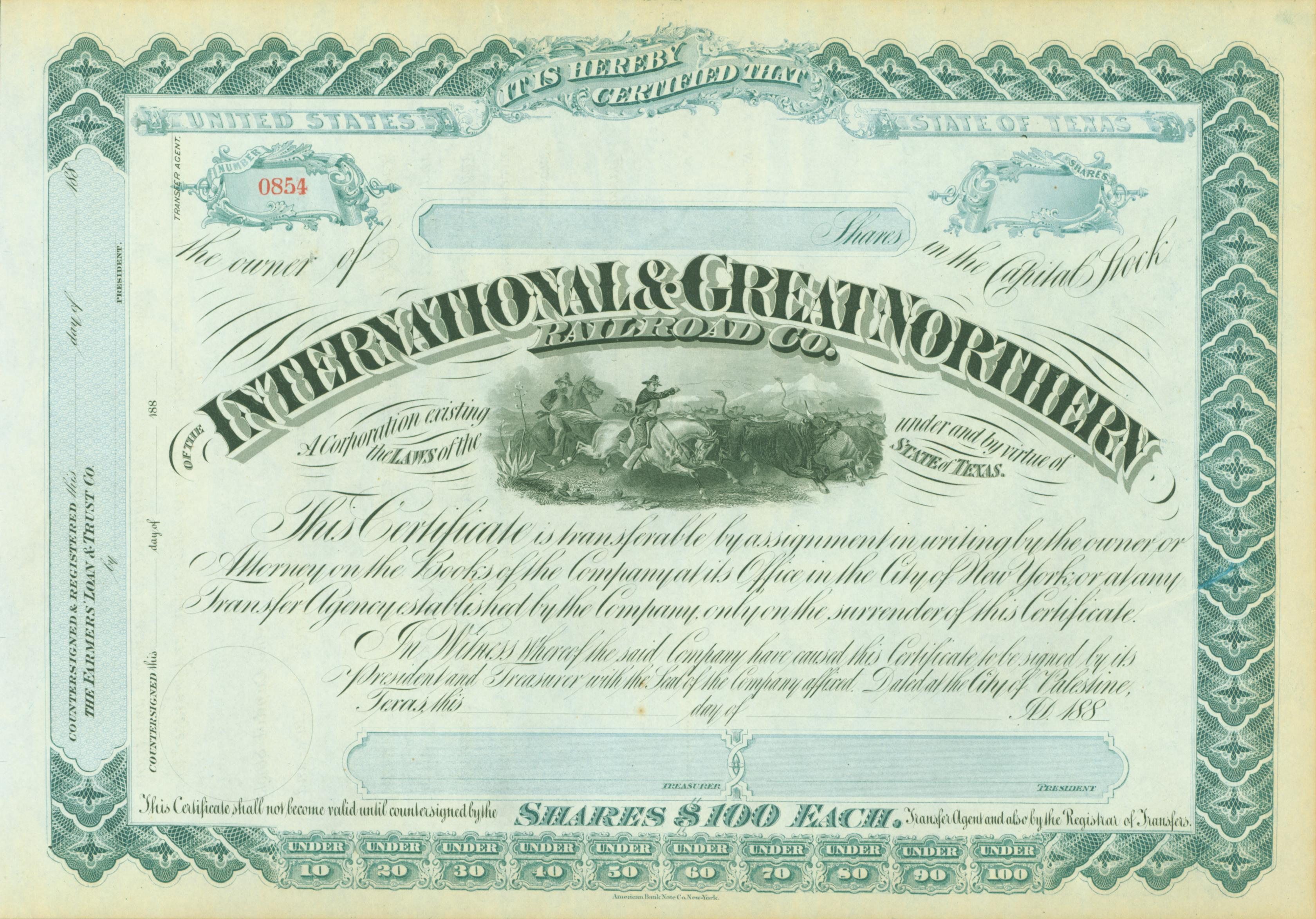
Action de la International & Great Northern Railroad Co.

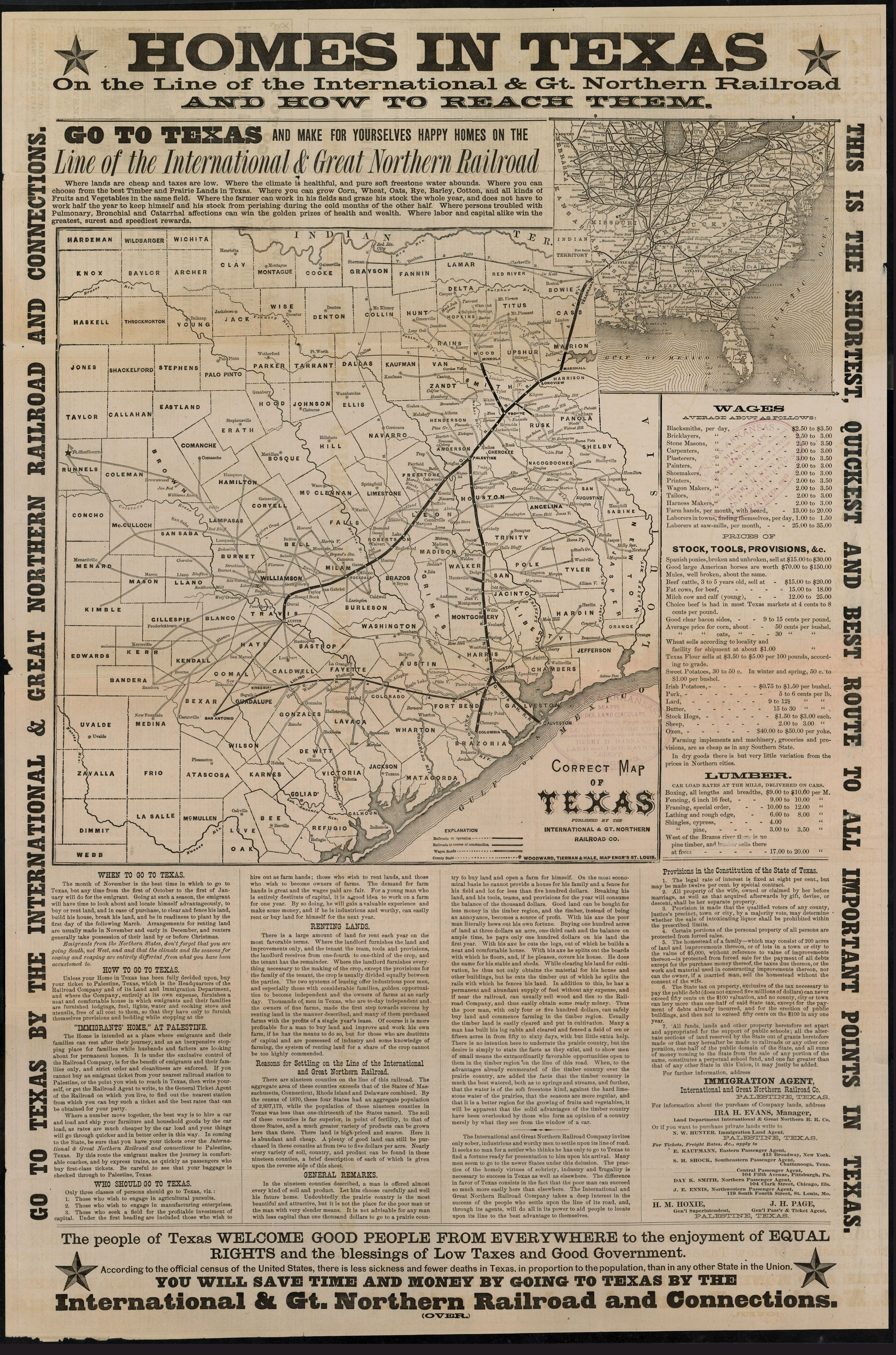
Carte de la International & Great Northern Railroad, 1878

L'International-Great Northern Railroad (I&GN) fut créée le 30 septembre 1873 au Texas, quand    l'International Railroad et le Houston and Great Northern Railroad fusionnèrent. Malgré la crise financière de 1873, l'I-GN continua à s'étendre lentement, et relia Rockdale en 1874, et Austin le 28 décembre 1876. Il relia San Antonio en 1880 et Laredo le 1er décembre 1881. Il fit l'acquisition de l'Henderson and Overton Branch Railroad le 27 septembre 1880, mais il ne le consolida que le 31 août 1911. 
Jay Gould prit le contrôle de l'International and Great Northern en décembre 1880. La compagnie fut alors louée au Missouri, Kansas and Texas Railway (MKT, Katy), une autre compagnie de l'empire Gould, pour une durée de 99 ans à partir du 1er juin 1881; mais la location fut annulée le 2 mars 1888, et l'I-GN retrouva son indépendance pour exploiter son réseau. Il racheta le Georgetown Railroad Company le 2 juin 1882. Le réseau atteignait 1216 km.
Dans les années 1890, l'I-GN possédait 88 locomotives, 61 voitures de voyageurs, et 1919 wagons de marchandises.
L'I-GN fusionna le Calvert, Waco and Brazos Valley Railroad le 1er mai 1901, puis le Houston Oaklawn and Magnolia Park Railway en 1903. Avec l'acquisition de l'Henderson and Overton Branch, son réseau atteignit son extension maximale avec 1780 km. De plus, l'I-GN détenait l'Austin Dam  and Suburban Railway, ainsi que 50 % du Galveston, Houston and Henderson Railroad.
Gould via ses holdings avait mis en place un réseau qui permettait de faire travailler ensemble le Missouri Pacific Railroad (MoPac), le Texas and Pacific Railway, et l'I-GN. Mais en 1920, Gould ne contrôla plus ces 3 compagnies. 
Alors qu'il était en banqueroute, le St. Louis-San Francisco Railway (ou Frisco)  songea reprendre l'I-GN en 1922, mais trop affaibli, il dut au contraire se séparer de sa filiale New Orleans, Texas and Mexico Railway (NOT&M).

## Le contrôle par le MoPac
Pour le Missouri Pacific Railroad (MoPac) , le réseau texan de l'I-GN était important. Tandis que le New Orleans, Texas and Mexico Railway (NOT&M) s'emparait de l'I-GN le 21 juin 1924, le MoPac s'empressa de racheter le NOT&M et ses nombreuses filiales (Gulf Coast Lines et I-GN) dès le 8 décembre 1924. L'I-GN conserva son indépendance au sein du MoPac durant un quart de siècle.
Le Missouri Pacific Railroad (MoPac)  et ses filiales fut placé en redressement judiciaire le 31 mars 1933. Il fallut attendre 23 ans pour qu'un plan de réorganisation fut enfin approuvé. Finalement le 1er mars 1956, le MoPac fusionna l'ensemble des compagnies du NOT&M dont l'I-GN. 
Au moment de sa fusion avec le MoPac, l'I-GN  possédait 88 locomotives diesel, 4959 wagons de marchandises, et 69 voitures de voyageur. Quant à son réseau, il avait une ligne principale de 1694 km. 